# 中町 (岐阜県)
中町（なかちょう）はかつて岐阜県可児郡にあった町。現在は岐阜県可児郡御嵩町の一部（中・顔戸・古屋敷）になっている。
町内には亜炭鉱が多数存在した。

## 歴史
- 1889年（明治22年）7月1日 - 町村制施行に伴い可児郡中村・顔戸村・古屋敷村の区域を以て中村が成立。
- 1952年（昭和27年）6月1日 - 町制施行し、中町となる。
- 1955年（昭和30年）2月1日 - 可児郡御嵩町・伏見町・上之郷村と合併し、御嵩町が発足。同日中町廃止。

## 教育
- 中町立中小学校 - 統合により1959年に廃校。
- 御嵩町中町学校組合立向陽中学校

## 交通
- 名古屋鉄道
  - 広見線：顔戸駅 - 御嵩口駅（旧称：御嵩駅） - 御嵩駅（1952年、延伸開業）